# Bantú Mama
Pour plus de détails, voir Fiche technique et Distribution.
Bantú Mama est un film dramatique dominicain de 2021, réalisé par Ivan Herrera et coécrit par Ivan Herrera et Clarisse Albrecht. La production du film a été assurée par Ivan Herrera, Clarisse Albrecht, Nicolas LaMadrid et Franmiris Lombert. Il a été tourné en République dominicaine, en France et au Sénégal.
Le film a été sélectionné comme entrée dominicaine pour l'Oscar du meilleur film international lors de la 95ᵉ cérémonie des Oscars. ARRAY a acquis les droits de distribution du film aux États-Unis, au Canada, au Royaume-Uni, en Australie et en Nouvelle-Zélande, et il est sorti sur Netflix le 17 novembre 2022.

## Synopsis
Le film raconte l'histoire d'Emma (Clarisse Albrecht), une Française d'origine africaine qui parvient à s'échapper après avoir été arrêtée en République dominicaine. Elle trouve refuge dans le quartier le plus dangereux de Saint-Domingue, où elle est recueillie par un groupe d'enfants (Scarlet Reyes, Euris Javiel et Arturo Perez). En devenant leur protégée et figure maternelle, elle vit un changement de destin inimaginable.

## Sortie
Bantú Mama a été présenté en avant-première au monde le 16 mars 2021 au festival South by Southwest, devenant ainsi le premier long métrage dominicain à être sélectionné par ce festival.

## Fiche technique
- Titre français : Bantú Mama
- Réalisation : Ivan Herrera
- Scénario : Ivan Herrera et Clarisse Albrecht
- Pays d'origine :  République dominicaine
- Genre : drame
- Durée : 77 minutes
- Dates de sortie : 16 mars 2021

## Récompenses et Nominations
| Année | Cérémonie                                     | Résultat                                   | Notes    |       |
| ----- | --------------------------------------------- | ------------------------------------------ | -------- | ----- |
| 2021  | LIFFY - Latin & Iberian Film Festival at Yale | Meilleur long métrage                      | remporté | [ 3 ] |
| 2021  | 47/Festival de Huelva - Cine Iberoamericano   | Meilleure photographie                     | remporté | [ 4 ] |
| 2021  | Durban International Film Festival            | Meilleur film international                | remporté | [ 5 ] |
| 2021  | Durban International Film Festival            | Meilleure photographie                     | remporté | [ 5 ] |
| 2021  | Durban International Film Festival            | Meilleur interprète pour Clarisse Albrecht | remporté | [ 5 ] |
| 2021  | Nova Frontier Film Festival                   | Mention spéciale                           | remporté | [ 6 ] |
| 2022  | QAFF 2022 - Quibdó África Film Festival       | Meilleur film                              | remporté |       |
| 2023  | NAACP Images Awards                           | Meilleur film international                | remporté | [ 7 ] |